# Louis Williquet
Louis Williquet (né à Liège le 2 juillet 1894 et mort à Bruxelles le 4 février 1937) est un haltérophile belge.

## Palmarès

### Jeux olympiques
- Anvers 1920
  -  Médaille d'argent en moins de 67,5 kg[2].